# Emil Liebling
Emil Liebling (Pless, Silèsia, 12 d'abril de 1851 – 20 de gener de 1914) fou un pianista i compositor alemany nacionalitzat estatunidenc.
Va estudiar música i el piano amb Ehrlich, Dorn, i Kullak a Berlín, i amb Dachs a Viena. En 1867 va marxar als Estats Units, on es va establir com a professor de música, ensenyant a Kentucky fins a 1871. Després d'una visita posterior a Europa, va estudiar amb Franz Liszt a Weimar. Després de 1872 es va identificar amb la vida musical de Chicago. El 1896 junt al músic nord-americà William Mathews va publicar Pronoveing Dictionary of Musical terms.
Les seves composicions inclouen peces per a piano i cançons. Liebling es va exercir com a director convidat de piano a l'Acadèmia Frances Shimer a Mount Carroll, Illinois, des de 1904 fins a 1913. La seva posició el tenia involucrat a visitar l'escola, diverses vegades a l'any per dur a terme un concert i inspeccionar el progrés dels estudiants. També va mantenir una posició similar a Milwaukee-Downer College a Wisconsin.